# John Dahl
John Dahl (Billings, Montana állam, 1956. december 11. –) amerikai televíziós és filmrendező, forgatókönyvíró.
Filmrendezései közt található az Ölj meg újra! (1989), a Red Rock West – Amikor egy bérgyilkos is több a soknál (1993), a Végső csábítás (1994), a Felejthetetlen (1996), a Pókerarcok (1998) és a Kéjutazás (2001).
A 2000-es évektől főként televíziós epizódokat rendez. Olyan sorozatokban működött közre rendezőként, mint a Kaliforgia, a True Blood – Inni és élni hagyni, a Dexter, a Breaking Bad – Totál szívás, a Vámpírnaplók, a Ray Donovan és a The Walking Dead.

## Rendezései

### Film
| Év   | Magyar cím                                             | Eredeti cím                 | Feladatkör | Feladatkör |
| Év   | Magyar cím                                             | Eredeti cím                 | Rendező    | Író        |
| ---- | ------------------------------------------------------ | --------------------------- | ---------- | ---------- |
| 1987 |                                                        | P.I. Private Investigations | Nem        | Igen       |
| 1989 | Ölj meg újra!                                          | Kill Me Again               | Igen       | Igen       |
| 1993 | Red Rock West – Amikor egy bérgyilkos is több a soknál | Red Rock West               | Igen       | Igen       |
| 1994 | Végső csábítás                                         | The Last Seduction          | Igen       | Nem        |
| 1996 | Felejthetetlen                                         | Unforgettable               | Igen       | Nem        |
| 1998 | Pókerarcok                                             | Rounders                    | Igen       | Nem        |
| 2001 | Kéjutazás                                              | Joy Ride                    | Igen       | Nem        |
| 2005 | A nagy mentőakció                                      | The Great Raid              | Igen       | Nem        |
| 2007 | Piás polák bérgyilkos                                  | You Kill Me                 | Igen       | Nem        |

### Televízió
| Év        | Magyar cím                       | Eredeti cím           | Megjegyzések                            |
| --------- | -------------------------------- | --------------------- | --------------------------------------- |
| 1995      | Bukott angyalok                  | Fallen Angels         | 1 epizód                                |
| 2005      |                                  | Tilt                  | 1 epizód                                |
| 2007      | Életfogytig zsaru                | Life                  | 1 epizód                                |
| 2007–2014 | Kaliforgia                       | Californication       | 10 epizód                               |
| 2008–2010 | True Blood – Inni és élni hagyni | True Blood            | 4 epizód                                |
| 2008–2013 | Dexter                           | Dexter                | 16 epizód                               |
| 2009      | A félelem maga                   | Fear Itself           | 1 epizód                                |
| 2009      | Csillagközi romboló              | Battlestar Galactica  | 1 epizód                                |
| 2009      | Tara alteregói                   | United States of Tara | 2 epizód                                |
| 2009      | Breaking Bad – Totál szívás      | Breaking Bad          | 1 epizód                                |
| 2009–2013 | Vámpírnaplók                     | The Vampire Diaries   | 4 epizód                                |
| 2010      | Kutyákok                         | Terriers              | 1 epizód                                |
| 2010      | Caprica                          | Caprica               | 2 epizód                                |
| 2010–2011 | Vadmacskák                       | Hellcats              | 2 epizód                                |
| 2010–2015 | A törvény embere                 | Justified             | 6 epizód                                |
| 2011–2012 | Shameless – Szégyentelenek       | Shameless             | 2 epizód                                |
| 2012      | Éghasadás                        | Falling Skies         | 1 epizód                                |
| 2012      | Homeland – A belső ellenség      | Homeland              | 1 epizód                                |
| 2012      | A zöld íjász                     | Arrow                 | 1 epizód                                |
| 2013      | A célszemély                     | Person of Interest    | 1 epizód                                |
| 2013–2014 | Foglalkozásuk: amerikai          | The Americans         | 2 epizód                                |
| 2013–2014 | A híd                            | The Bridge            | 3 epizód                                |
| 2013–2015 | Hannibal                         | Hannibal              | 2 epizód                                |
| 2013–2020 | Ray Donovan                      | Ray Donovan           | 11 epizód                               |
| 2014      | Outlander – Az idegen            | Outlander             | 2 epizód                                |
| 2014      | The Strain – A kór               | The Strain            | 1 epizód                                |
| 2015      | Kártyavár                        | House of Cards        | 2 epizód                                |
| 2015      | Gátlástalanok                    | House of Lies         | 2 epizód                                |
| 2015      |                                  | Aquarius              | 1 epizód                                |
| 2015      | Jessica Jones                    | Jessica Jones         | 1 epizód                                |
| 2015–2017 | A viszony                        | The Affair            | 5 epizód                                |
| 2016      | Kingdom                          | Kingdom               | 2 epizód                                |
| 2016–2020 | Milliárdok nyomában              | Billions              | 4 epizód                                |
| 2017      | Vasököl                          | Iron Fist             | - 2 epizód - vezető producer (1 epizód) |
| 2017      | Doktor Murphy                    | The Good Doctor       | 1 epizód                                |
| 2017–2018 | SEAL Team                        | SEAL Team             | 2 epizód                                |
| 2018      |                                  | The Looming Tower     | minisorozat (2 epizód)                  |
| 2019–2020 | Yellowstone                      | Yellowstone           | 4 epizód                                |
| 2019      | The Walking Dead                 | The Walking Dead      | 1 epizód                                |
| 2019      |                                  | Evil                  | 1 epizód                                |
| 2019      | For All Mankind                  | For All Mankind       | 2 epizód                                |
| 2020      |                                  | Servant               | 1 epizód                                |
| 2022      | Super Pumped                     | Super Pumped          | 2 epizód                                |

## Fordítás
- Ez a szócikk részben vagy egészben  a   John Dahl című angol Wikipédia-szócikk fordításán alapul.  Az eredeti cikk szerkesztőit annak laptörténete sorolja fel. Ez a jelzés csupán a megfogalmazás eredetét és a szerzői jogokat jelzi, nem szolgál a cikkben szereplő információk forrásmegjelöléseként.